# Bảo tàng Van Gogh
Bảo tàng Van Gogh (phát âm Tiếng Hà Lan: [vɑŋ ˌɣɔx myzeːjɵm]) là một bảo tàng nghệ thuật dành riêng cho các tác phẩm của Vincent van Gogh cùng thời với ông tại Amsterdam trong Hà Lan. Bảo tàng tọa lạc tại Quảng trường Bảo tàng tại các quận Amsterdam Nam, gần với Bảo tàng Stedelijk, Rijksmuseum và Concertgebouw. Bảo tàng mở cửa vào 02 tháng 6 năm 1973. Nó nằm trong tòa nhà do Gerrit Rietveld và Kisho Kurokawa thiết kế.
Bộ sưu tập của bảo tàng là bộ sưu tập lớn nhất các bức tranh và bản vẽ của Van Gogh trên thế giới. Trong năm 2017, bảo tàng đã có 2,3 triệu lượt khách và là bảo tàng được ghé thăm nhiều nhất ở Hà Lan, và đứng thứ thứ 23 trong danh sách bảo tàng nghệ thuật được ghé thăm nhiều nhất trên thế giới. Năm 2019, Bảo tàng Van Gogh đã ra mắt Trải nghiệm gặp gỡ Vincent Van Gogh và lưu diễn trên toàn cầu, đây là một "triển lãm nhập vai" theo hướng công nghệ về cuộc đời và các tác phẩm của Van Gogh, .

## Lịch sử

### Vụ trộm tranh
Năm 1991, hai mươi bức tranh đã bị đánh cắp khỏi bảo tàng, trong số đó có bức tranh đầu tiên của Van Gogh là The Potato Eaters. Mặc dù những tên trộm đã trốn thoát khỏi tòa nhà, nhưng 35 phút sau, tất cả các bức tranh bị đánh cắp đã được thu hồi từ một chiếc ô tô bỏ hoang. Ba bức tranh - Wheatfield with Crows, Still Life with Bible, và Still Life with Fruit - bị xé toạc trong vụ trộm. Bốn người đàn ông, bao gồm hai bảo vệ bảo tàng, đã bị kết án vì tội trộm cắp và bị tuyên án sáu hoặc bảy năm tù. Đây được coi là vụ trộm tác phẩm lớn nhất ở Hà Lan kể từ Chiến tranh thế giới thứ hai.

## Tòa nhà
Bảo tàng nằm tại Museumplein ở Amsterdam-Zuid, trên đường Paulus Potterstraat 7, giữa Bảo tàng Stedelijk và Rijksmuseum, và bao gồm hai tòa nhà, tòa nhà Rietveld, được thiết kế bởi Gerrit Rietveld, và tòa nhà Kurokawa do Kurokawa Kisho thiết kế. Museum offices are housed on Stadhouderskade 55 in Amsterdam-Zuid. Tùy thuộc vào mùa, du khách có thể thưởng lãm rất nhiều hoa hướng dương bên ngoài lối vào bảo tàng.

### Tòa nhà Rietveld
Tòa nhà Rietveld là tòa chính và là nơi chứa bộ sưu tập lâu đời. Nó có sơ đồ tầng hình chữ nhật và cao bốn tầng. Ở tầng trệt là một cửa hàng, một quán cà phê và giới thiệu triển lãm. Tầng đầu tiên trưng bày các tác phẩm của Van Gogh được xếp theo thứ tự thời gian. Tầng hai cung cấp thông tin về phục hồi các bức tranh và có một không gian cho các cuộc triển lãm nhỏ tạm thời. Tầng thứ ba trưng bày các bức tranh của những người cùng thời với Van Gogh và có mối quan hệ với tác phẩm của chính Van Gogh.

### Cánh Kurokawa
Cánh Kurokawa được sử dụng cho các cuộc triển lãm tạm thời lớn. Nó có mặt bằng hình bầu dục và cao ba tầng. Lối vào cánh Kurokawa là qua một đường hầm từ tòa nhà Rietveld.

## Bộ sưu tập

### Tác phẩm củaVincent van Gogh
Bảo tàng có bộ sưu tập Van Gogh lớn nhất trên thế giới, với 200 bức tranh, 400 bức vẽ và 700 bức thư của họa sĩ.

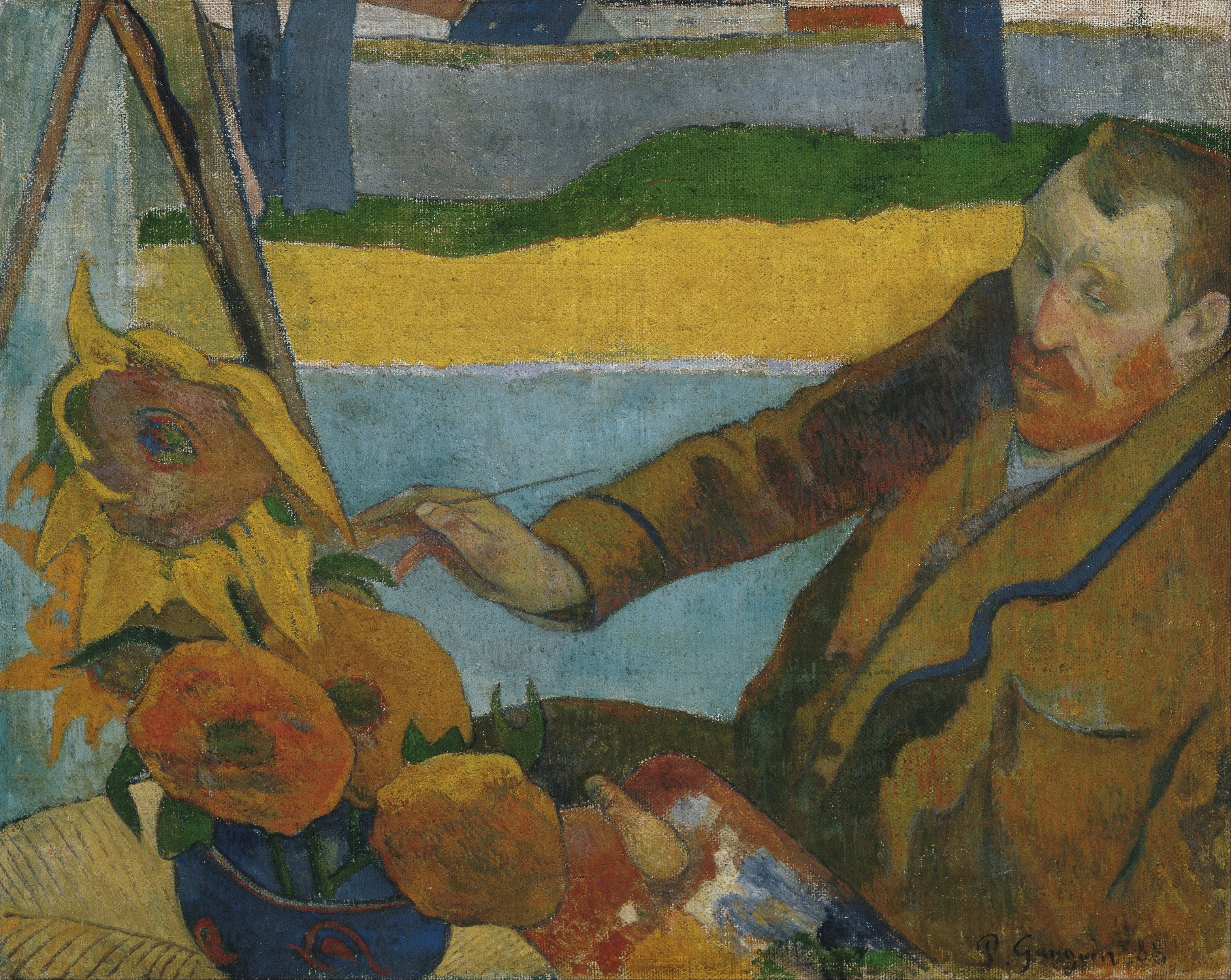
The Painter of Sunflowers, chân dung Vincent van Gogh vẽ hoa hướng dương bởi Paul Gauguin, 1888

### Tác phẩm của những người cùng thời
Bảo tàng cũng trưng bày các tác phẩm nghệ thuật đáng chú ý của những người cùng thời với Van Gogh theo phong trào Trường phái ấn tượng và chủ nghĩa hậu ấn tượng và tổ chức các cuộc triển lãm rộng rãi về các chủ đề khác nhau trong lịch sử nghệ thuật Thế kỷ 19.
Bảo tàng có các tác phẩm điêu khắc của Auguste Rodin và Jules Dalou, những bức tranh của John Russell, Émile Bernard, Maurice Denis, Kees van Dongen, Paul Gauguin, Édouard Manet, Claude Monet, Odilon Redon, Georges Seurat, Paul Signac, và Henri de Toulouse-Lautrec.

## Khách tham quan
| Năm  | Lượng khách | Năm  | Lượng khách |
| ---- | ----------- | ---- | ----------- |
| 2000 | 1,312,204   | 2010 | 1,429,854   |
| 2001 | 1,276,309   | 2011 | 1,600,298   |
| 2002 | 1,592,771   | 2012 | 1,438,000   |
| 2003 | 1,341,586   | 2013 | 1,448,997   |
| 2004 | 1,338,105   | 2014 | 1,608,849   |
| 2005 | 1,417,096   | 2015 | 1,900,000   |
| 2006 | 1,677,268   | 2016 | 2,100,000   |
| 2007 | 1,559,783   | 2017 | 2,255,010   |
| 2008 | 1,474,816   | 2018 | 2,190,000   |
| 2009 | 1,451,139   | 2019 | -           |

Bảo tàng Van Gogh là thành viên của Bảo tàng quốc gia (Hiệp hội Bảo tàng).